# At Play
At Play je kompilační album kanadského interpreta elektronické taneční hudby, Deadmau5e. Skládá se z deseti Deadmau5ových skladeb, které DJové mohli hrát a míchat.

## Seznam skladeb
| Pořadí         | Název                         | Délka   |
| -------------- | ----------------------------- | ------- |
| 1.             | Vanishing Point               | 7:02    |
| 2.             | Sex, Lies, Audiotape          | 5:56    |
| 3.             | Cocktail Queen                | 5:27    |
| 4.             | Faxing Berlin                 | 8:39    |
| 5.             | Hey Baby (Adam K Dirty Remix) | 6:19    |
| 6.             | Turning Point                 | 7:02    |
| 7.             | This Is the Hook              | 5:58    |
| 8.             | 1981                          | 6:04    |
| 9.             | Dr. Funkenstein               | 7:13    |
| 10.            | Afterhours                    | 6:07    |
| Celková délka: | Celková délka:                | 1:05:47 |